# Babymetal
Babymetal (jap. ベビーメタル Bebīmetaru) – japoński zespół kawaii metalowy, założony w 2010 roku jako podgrupa żeńskiego zespołu wokalnego Sakura Gakuin. W jego skład wchodzą Suzuka „Su-metal” Nakamoto, Moa „Moametal” Kikuchi oraz Momoko „Momometal” Okazaki. Babymetal jest uważany za twórców i pionierów kawaii metalu. Brzmienie grupy jest połączeniem szeroko pojętej muzyki heavymetalowej z elementami j-popu i innych stylów muzycznych, oprócz tego ważnym elementem występów są układy taneczne i choreografia.

## Historia
Debiutancki singel tercetu zatytułowany Babymetal × Kiba of Akiba ukazał się 7 marca 2012 roku nakładem Juonbu Records, pododdziału wytwórni muzycznej Toy’s Factory. Piosenka dotarła do 3. miejsca dziennego zestawienia Oricon oraz 1. miejsca rankingu Tower Records Shibuya. Kolejny singel – Headbangeeeeerrrrr!!!!! trafił do sprzedaży 4 lipca, tego samego roku, ponownie nakładem Juonbu Records. 9 stycznia 2013 roku został wydany trzeci singel Babymetal pt. Ijime, dame, zettai. Materiał uplasował się na 6. miejscu tygodniowego zestawienia Oricon sprzedając się w nakładzie 19 tys. egzemplarzy.
19 czerwca 2013 roku do sprzedaży trafił czwarty singel formacji zatytułowany Megitsune. Następnie w październiku, na płycie DVD ukazał się pierwszy album koncertowy zespołu pt. Live: Legend I, D, Z Apocalypse. Miesiąc później wydawnictwo trafiło do sprzedaży na płycie Blu-ray, plasując się na 7, miejscu japońskiej listy przebojów. 26 lutego 2014 roku nakładem poddziału Toy’s Factory – BMD Fox Records ukazał się debiutancki album grupy pt. Babymetal. Produkcja znalazła 37 tys. nabywców w Japonii, plasując się na 4. miejscu listy Oricon. Materiał trafił ponadto na listę przebojów w Stanach Zjednoczonych – Billboard 200, gdzie uplasował się na 187. miejscu.
W maju 2015 roku ukazał czwarty album wideo Babymetal pt. Live in London: Babymetal World Tour 2014. Na wydawnictwie znalazł się zapis dwóch, wyprzedanych koncertów grupy z 2014 roku, pierwszy z nich został zarejestrowany w londyńskiej sali koncertowej The Forum, natomiast drugi w Brixton Academy, także w Londynie. 1 kwietnia 2016 roku do sprzedaży trafił drugi album studyjny zespołu zatytułowany Metal Resistance. Gościnnie w nagraniach wzięli udział gitarzyści Herman Li oraz Sam Totman, członkowie brytyjskiej formacji DragonForce. Album dotarł do 39. miejsca listy Billboard 200 w Stanach Zjednoczonych sprzedając się w nakładzie 12 tys. egzemplarzy w przeciągu tygodnia od dnia premiery. Płyta trafiła także na listy przebojów m.in. w Niemczech, Austrii, Holandii oraz Japonii.
W 2014 roku tercet był supportem na trasie Lady Gagi – ArtRave:The ARTPOP Ball, zaś w 2016 na trasie Red Hot Chilli Peppers – The Getaway World Tour. 18 lipca 2016 roku wystąpiły wraz z Robem Halfordem z Judas Priest na gali Alternative Press, wykonując dwa utwory z repertuaru tejże formacji – „Painkiller” oraz „Breaking the Law”. W 2017 roku wystąpiły przed Metallicą na ich trasie WorldWire Tour i przed Guns N’ Roses na trasie Not in This Lifetime... Tour. 5 stycznia 2018 roku w wyniku obrażeń po upadku z tarasu widokowego 30 grudnia 2017 roku zmarł gitarzysta Kami Band Mikio Fujioka. W 2018 roku z zespołu odeszła Yui Mizuno. Na jej miejsce pojawiły się 3 nowe tancerki, zwane „Avengers” – Riho Sayashi, Kano Fujihira oraz Momoko Okazaki, które na zmianę tańczyły na koncertach.
1 kwietnia 2023 roku zespół wydał oświadczenie, że trzecią pełnoprawną członkinią Babymetal została Momoko Okazaki.

## Skład
| Obecny skład zespołu - Suzuka „Su-metal” Nakamoto (jap. 中元 すず香) – śpiew - Moa „Moametal” Kikuchi (jap. 菊地 最愛) – śpiew, taniec - Momoko „Momometal” Okazaki (jap. 岡崎百々子) – śpiew, taniec |  | Kami Band - Takayoshi Ōmura (jap. 大村孝佳) – gitara - Shinji „Leda Cygnus” Yuuto – gitara - Hideki Aoyama (jap. 青山英樹) – perkusja - Yuya Maeta (jap. 前田遊野) – perkusja - Bohte „BOH” Saisuke – gitara basowa - Isao Fujita – gitara (od 2015) |

Byli członkowie
- Yui „Yuimetal” Mizuno (jap. 水野 由結) – śpiew, taniec (2010–2018)
- Mikio Fujioka (jap. 藤岡幹大) – gitara (2013-2018)

## Dyskografia

### Albumy studyjne
| 2014                                           | Babymetal - Wydany: 26 lutego 2014 - Wytwórnia: BMD Fox Records          | 4 | 187 | 95 | 69 | 90 | –  | –  | - USA: 26 tys.+ - JPN: 136 146+ | - JPN: złota płyta |
| 2016                                           | Metal Resistance - Wydany: 1 kwietnia 2016 - Wytwórnia: BMD Fox Records  | 2 | 39  | 36 | 22 | 71 | 7  | 15 | - USA: 30 000+ - JPN: 230 264+  | - JPN: złota płyta |
| 2019                                           | Metal Galaxy - Wydany: 11 października 2019 - Wytwórnia: BMD Fox Records | 3 | 13  | –  | 30 | 95 | 18 | 19 | - JPN: 100 000+                 | - JPN: złota płyta |
| 2023                                           | The Other One - Wydany: 24 marca 2023 - Wytwórnia: Babymetal Records     | 3 | –   | –  | –  | –  | –  | 32 |                                 |                    |
| „–” oznacza, że wydawnictwo nie było notowane. |                                                                          |   |     |    |    |    |    |    |                                 |                    |

### Kompilacje
| 2020                                           | 10 Babymetal Years - Wydany: 23 grudnia 2020 - Wytwórnia: BMD Fox Records, Toy’s Factory, Amuse | 2 |
| „–” oznacza, że wydawnictwo nie było notowane. |                                                                                                 |   |

### Albumy koncertowe
| 2015                                           | Live at Budokan Red Night - Wydany: 19 stycznia 2015 - Wytwórnia: Toy’s Factory                    | 3  |
| 2015                                           | Live at Budokan: Black Night - Wydany: 7 stycznia 2015 - Wytwórnia: BMD Fox Records                | –  |
| 2016                                           | Live at Wembley - Wydany: 23 listopada 2016 - Wytwórnia: BMD Fox Records, Toy’s Factory            | 5  |
| 2020                                           | Legend – Metal Galaxy: Day 1 - Wydany: 9 września 2020 - Wytwórnia: BMD Fox Records, Toy’s Factory | 7  |
| 2020                                           | Legend – Metal Galaxy: Day 2 - Wydany: 9 września 2020 - Wytwórnia: BMD Fox Records, Toy’s Factory | 8  |
| 2021                                           | 10 Babymetal Budokan - Wydany: 29 września 2021 - Wytwórnia: BMD Fox Records, Toy’s Factory        | 14 |
| „–” oznacza, że wydawnictwo nie było notowane. | |    |

### Single
| 2011                                           | „Doki Doki ☆ Morning”                                       | –  | –  | Babymetal                        |
| 2012                                           | „Babymetal × Kiba of Akiba” (jap. BABYMETAL×キバオブアキバ) | –  | –  | Sakura Gakuin 2011nendo: Friends |
| 2012                                           | „Headbangeeeeerrrrr!!!!!” (jap. ヘドバンギャー!!)           | 20 | –  | Babymetal                        |
| 2013                                           | „Ijime, dame, zettai” (jap. イジメ、ダメ、ゼッタイ)         | 6  | –  | Babymetal                        |
| 2013                                           | „Megitsune” (jap. メギツネ)                                 | 7  | 16 | Babymetal                        |
| 2015                                           | „Road of Resistance”                                        | –  | –  | Metal Resistance                 |
| 2015                                           | „Gimme Chocolate!!” (jap. ギミチョコ)                       | –  | 54 | Babymetal                        |
| 2016                                           | „Karate”                                                    | –  | 17 | Metal Resistance                 |
| 2018                                           | „Distortion”                                                | 42 | 6  | Metal Galaxy                     |
| 2018                                           | „Starlight”                                                 | –  | 24 | Metal Galaxy                     |
| 2019                                           | „Elevator Girl”                                             | –  | 38 | Metal Galaxy                     |
| 2019                                           | „Pa Pa Ya!!”                                                | –  | –  | Metal Galaxy                     |
| 2020                                           | „BxMxC”                                                     | 25 | –  | Metal Galaxy                     |
| 2022                                           | „Divine Attack - Shingeki -”                                | –  | –  | The Other One                    |
| 2023                                           | „Metal Kingdom”                                             | –  | –  | The Other One                    |
| 2023                                           | „Light and Darkness”                                        | –  | –  | The Other One                    |
| 2023                                           | „Mirror Mirror”                                             | –  | –  | The Other One                    |
| 2023                                           | „Metali!!”                                                  | –  | –  | –                                |
| „–” oznacza, że wydawnictwo nie było notowane. |                                                             |    |    |                                  |

## Wideografia
| 2013 | Live: Legend I, D, Z Apocalypse                     | - Data: 20 listopada 2013 - Wydawca: BMD Fox Records  | – | 7 |
| 2014 | Live: Legend 1999 & 1997 Apocalypse                 | - Data: 29 października 2014 - Wydawca: Toy’s Factory | 8 | 4 |
| 2015 | Live at Budokan: Red Night & Black Night Apocalypse | - Data: 20 stycznia 2015 - Wydawca: BMD Fox Records   | 3 | 1 |
| 2015 | Live in London: Babymetal World Tour 2014           | - Data: 20 maja 2015 - Wydawca: BMD Fox Records       | 3 | 1 |
|      | „–” album nie był notowany.                         |                                                       |   |   |

## Teledyski
| Rok  | Tytuł                          | Data wydania         | Reżyseria        | Źródło |
| ---- | ------------------------------ | -------------------- | ---------------- | ------ |
| 2011 | „Doki Doki ☆ Morning”          | 12 października 2011 | Shimon Tanaka    | [ 54 ] |
| 2012 | „Iine!”                        | 21 lutego 2012       | Daishinszk       | [ 55 ] |
| 2012 | „Iine!” (Live in Tokyo 2012)   | 27 kwietnia 2012     | –                | [ 56 ] |
| 2012 | „Headbangeeeeerrrrr!!!!!”      | 21 czerwca 2012      | Hidenobu Tanabe  | [ 57 ] |
| 2012 | „Ijime, dame, zettai”          | 27 listopada 2012    | Kamimetal        | [ 58 ] |
| 2013 | „Megitsune”                    | 4 czerwca 2013       | Takuya Tada      | [ 59 ] |
| 2014 | „Gimme Chocolate”              | 26 lutego 2014       | Ryosuke Machida  | [ 60 ] |
| 2015 | „Road of Resistance”           | 7 maja 2015          | Ryosuke Machida  | [ 61 ] |
| 2016 | „Karate”                       | 18 marca 2016        | Daisuke Ninomiya | [ 62 ] |
| 2016 | „The One”                      | 26 marca 2016        | –                | [ 63 ] |
| 2018 | „Distortion”                   | 7 maja 2018          | Daichi Yasuda    | [ 64 ] |
| 2018 | „Starlight”                    | 19 października 2018 |                  | [ 65 ] |
| 2019 | „Pa Pa Ya!!”                   | 1 lipca 2019         |                  | [ 66 ] |
| 2019 | „Elevator Girl” (English ver.) | 16 sierpnia 2019     |                  | [ 67 ] |
| 2019 | „Shanti Shanti Shanti”         | 26 września 2019     |                  | [ 68 ] |
| 2019 | „Da Da Dance”                  | 16 grudnia 2019      |                  | [ 69 ] |
| 2020 | „BxMxC”                        | 9 października 2020  | Shimon Tanaka    | [ 70 ] |
| 2023 | „Metal Kingdom”                | 3 lutego 2023        |                  | [ 71 ] |
| 2023 | „Light and Darkness”           | 23 lutego 2023       |                  | [ 72 ] |
| 2023 | „Mirror Mirror”                | 23 marca 2023        | Shimon Tanaka    | [ 73 ] |
| 2023 | „Metalizm”                     | 21 kwietnia 2023     |                  | [ 74 ] |
| 2023 | „Metali!!”                     | 18 sierpnia 2023     |                  | [ 75 ] |

## Nagrody i wyróżnienia
| Rok  | Kategoria                        | Tytułem              | Nagroda                            | Nota      | Źródło |
| ---- | -------------------------------- | -------------------- | ---------------------------------- | --------- | ------ |
| 2015 | Best Japanese Act                | Babymetal            | MTV Europe Music Awards            | Nominacja | [ 76 ] |
| 2015 | Best Metal Song of 2015          | „Road of Resistance” | Loudwire Music Awards              | Laur      | [ 77 ] |
| 2015 | Best Live Act of 2015            | Babymetal            | Loudwire Music Awards              | Laur      | [ 77 ] |
| 2015 | Most Devoted Fans                | Babymetal            | Loudwire Music Awards              | Laur      | [ 77 ] |
| 2015 | The Spirit of Independence Award | Babymetal            | Kerrang! Awards                    | Laur      | [ 78 ] |
| 2015 | Breakthrough                     | Babymetal            | Metal Hammer Golden Gods Awards    | Laur      | [ 79 ] |
| 2016 | Best International Band          | Babymetal            | Metal Hammer Golden Gods Awards    | Nominacja | [ 80 ] |
| 2016 | Best Live Band                   | Babymetal            | Kerrang! Awards                    | Laur      | [ 81 ] |
| 2016 | Best New Talent                  | Babymetal            | The Epiphone Revolver Music Awards | Nominacja | [ 82 ] |